# Zivilschutz-Mehrzweckanlage Sedanplatz
Die Zivilschutz-Mehrzweckanlage Sedanplatz ist ein ehemaliger Atom-Schutzraum im Bremer Ortsteil Vegesack.

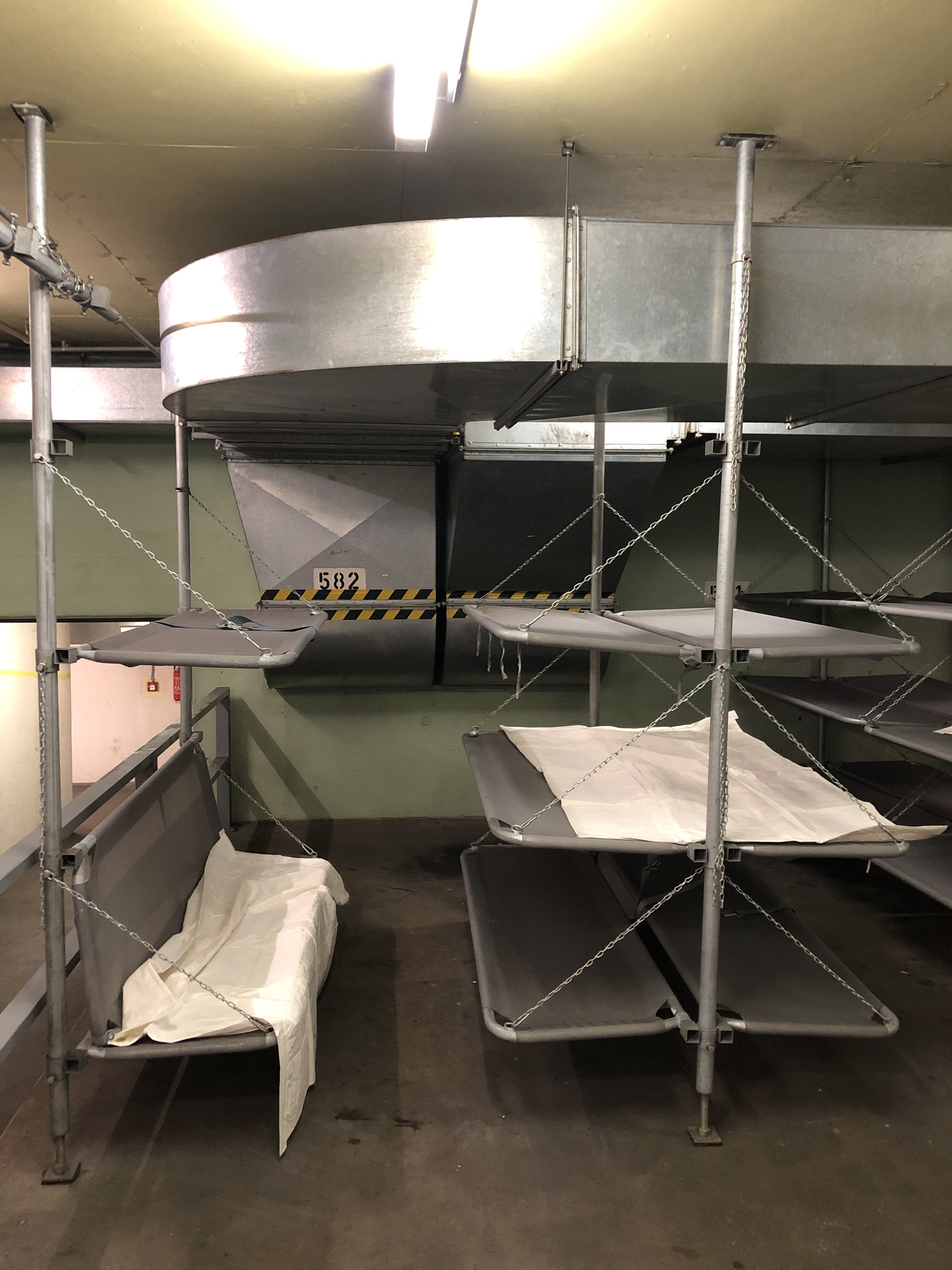
MZA Sedanplatz: Pritschen

Sie ist als Teil der Tiefgarage unter dem Sedanplatz angelegt und sollte Platz für gut 4000 Personen bieten, um darin bis zu 14 Tage zu überleben. Die Anlage steht seit April 2020 unter Bremer Denkmalschutz.

## Planung
Im Kalten Krieg in den 1960er und 1970er Jahren plante die Bundesregierung für den Zivilschutz der Bevölkerung Schutzräume, die im Falle eines Krieges dem Schutze der Bevölkerung dienen sollen. Dazu wurden Tiefgaragen als Mehrzweckanlagen (MZA) mit finanzieller Unterstützung des Bundes gebaut.

## Bau
Der Sedanplatz war bis Anfang der 1970er Jahre nur ein Schotter-Parkplatz. Der Bau der MZA Sedanplatz begann 1973, sie wurde nach einer Bauzeit von zwei Jahren 1975 fertiggestellt. Die Baukosten betrugen 13 Mio. DM, davon 5 Mio. DM Bundeszuschuss. Die Architekten waren Theodor und Klaus Rosenbusch.

## Gebäudedaten

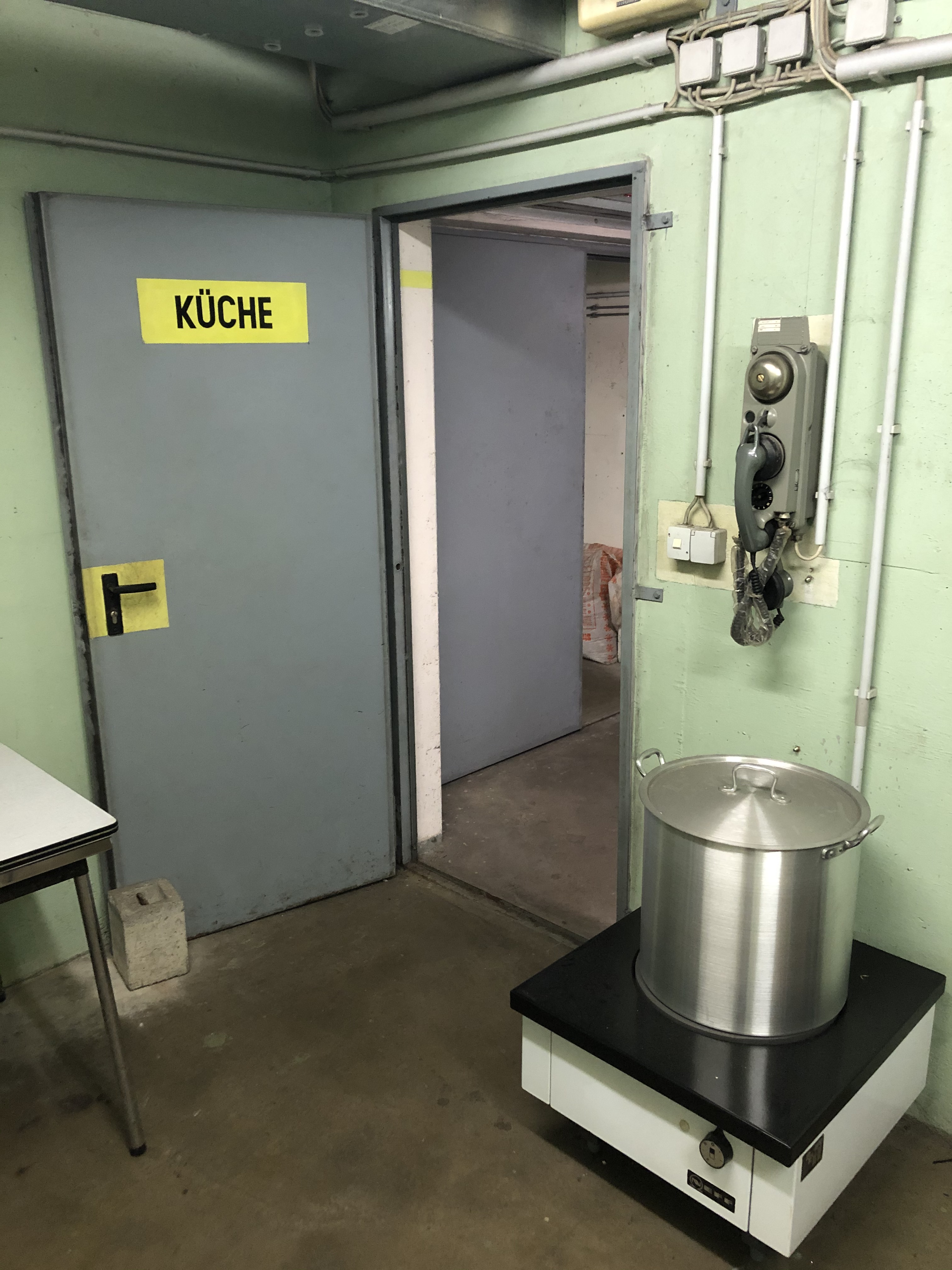
MZA Sedanplatz: Küche

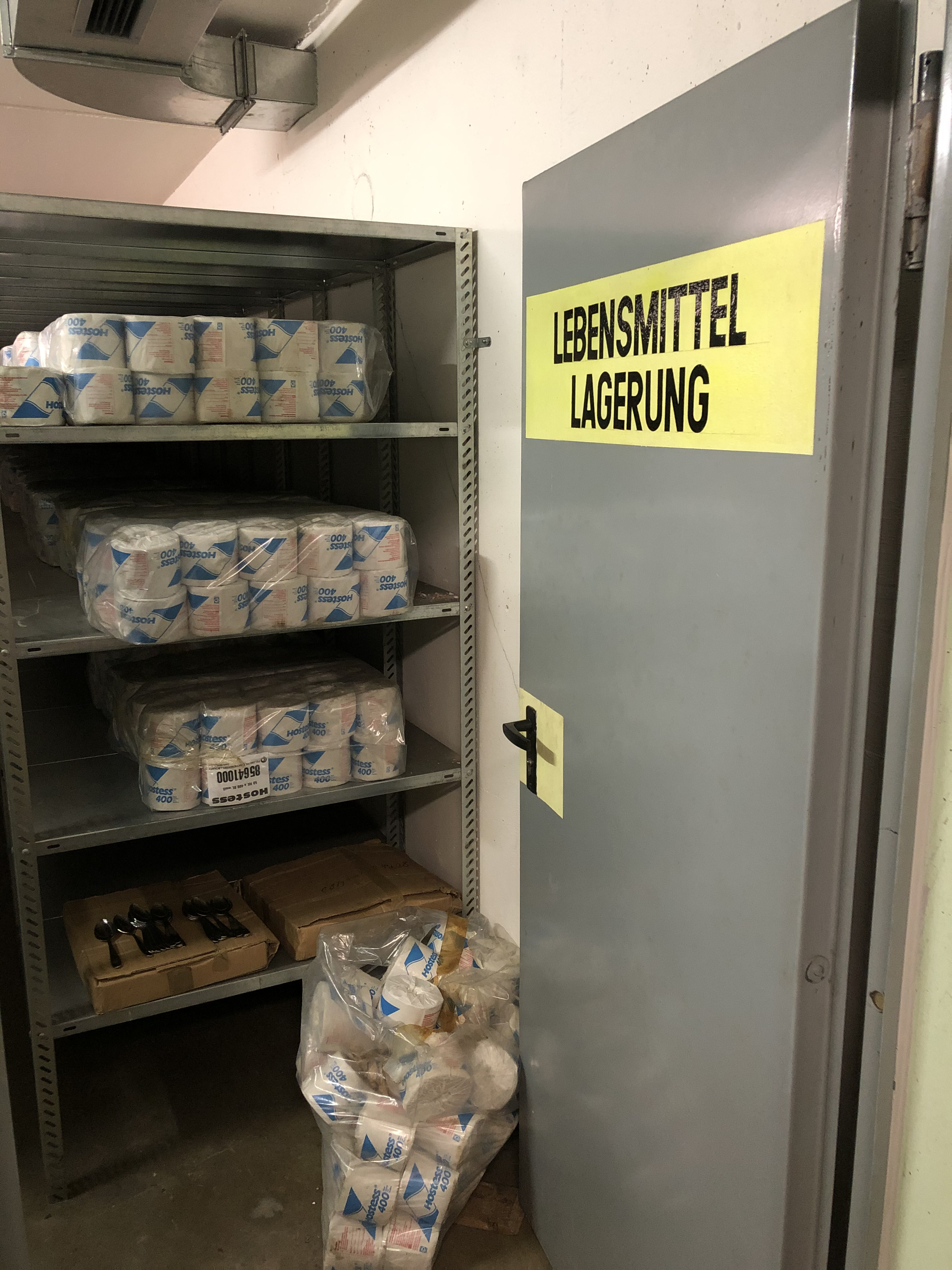
MZA Sedanplatz: Lebensmittellagerung

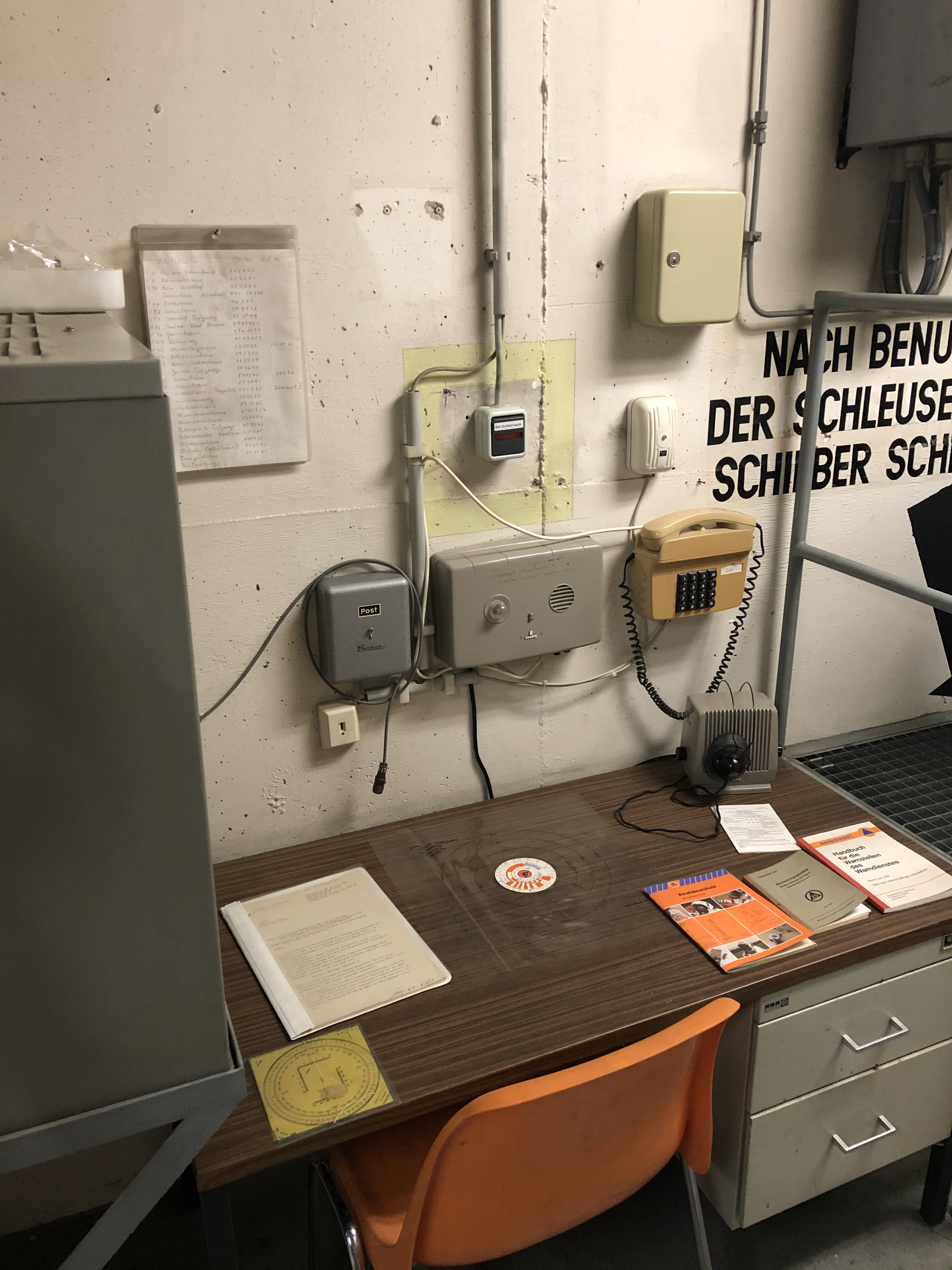
MZA Sedanplatz: Bunkerwart

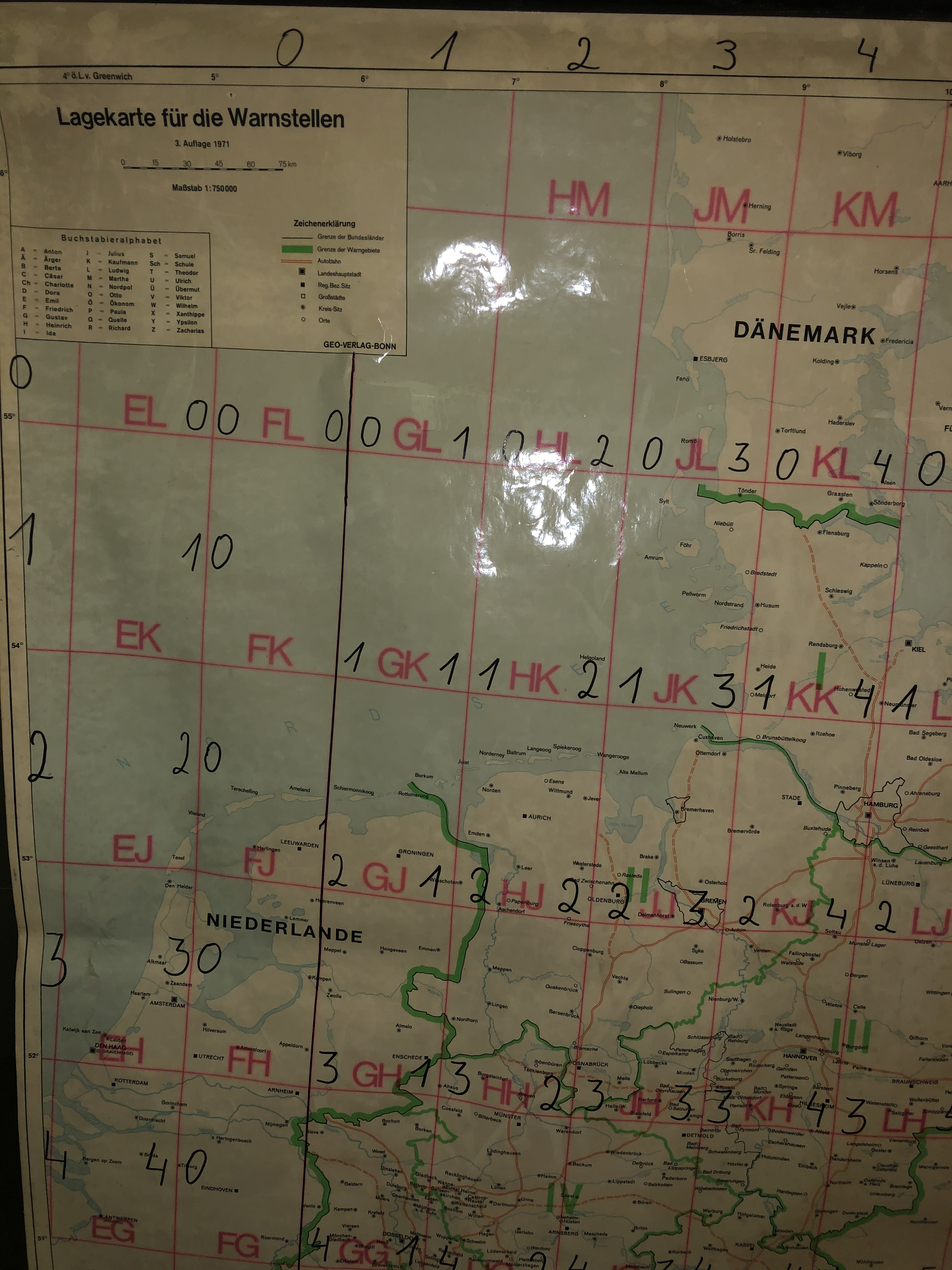
MZA Sedanplatz: Lagekarte mit Warnstellen

Der Schutzraum befindet sich auf der untersten Parkebene der Tiefgarage, ca. 12,5 m unter der Erdoberfläche. Der Bunker war in zwei Bereiche geteilt, in denen jeweils 2000 Personen untergebracht werden konnten.
Dafür sind in den Parkdecks Halterungen eingebaut, die mit Schlafpritschen bestückt werden können. Die MZA ist mit verstärkten Decken und Wänden geschützt gewesen und konnte gas- und druckdicht verschlossen werden.

### Nebenräume
In Nebenräumen waren die Funktionsbereiche mit den erforderlichen Ausstattungen und Geräten untergebracht.
Für die Verpflegung standen zwei Küchen zur Verfügung. Es gab eine kleine Krankenstation, um Verletzte zu versorgen.
Daneben gab es Waschräume und Toiletten sowie Lagerräume für Lebensmittel, Kleidung, Schutzausrüstung und Hygieneartikel.
Der Bunkerwart hatte einen eigenen Wachraum, um den Bunker-Betrieb zu koordinieren und im Notfall Kontakt mit dem nächstgelegenen Warnamt II in Bassum aufnehmen zu können.

### Technik
Über einen Tiefbrunnen wurde der Bunker mit Wasser versorgt, das in einem 60.000-Liter-Tank gespeichert werden konnte. Ein 200 PS starkes Notstromaggregat konnte 14 Tage lang die Stromversorgung des Bunkers sicherstellen. Die Außenluft wurde über eine Belüftungsanlage durch Sand- und Aktivkohlefilter gereinigt.

## Nutzung
Neben dem Schutz im Kriegsfall gegen Kontamination durch ABC-Waffen kam später auch der Aspekt hinzu, bei einem Atomreaktor-Unfall im nur ca. 40 km entfernten Kernkraftwerk Unterweser einen Schutzraum vorzuhalten.
Nach dem Ende des Kalten Kriegs verringerte sich in den 1990er Jahren die Bedrohungslage. 2007 beschloss die Innenministerkonferenz, das flächendeckende Schutzbauprogramm aufzugeben.
2010 hatte der Beirat Vegesack beschlossen, „den Senator für Wirtschaft und Häfen in Zusammenarbeit mit der BREPARK GmbH sowie dem Senator für Inneres und Sport (zu bitten) den für den Zivilschutz nicht mehr benötigten Atombunker unter der Tiefgarage Sedanplatz inhaltlich nicht zu verändern, sondern in seiner Ausstattung so zu belassen und im Rahmen des Tourismuskonzeptes der Öffentlichkeit durch Bunkerbesichtigungen Einblicke zu ermöglichen.“
Heute (2019) wird die Mehrzweckanlage nur noch als Tiefgarage genutzt, die durch die städtische BREPARK GmbH betrieben wird.
Zum Tag des offenen Denkmals oder im Rahmen des Vegefestes (Anfang Oktober) bietet eine Initiative, die sich für den Erhalt des Bunkers am Sedanplatz einsetzt, Führungen durch den Bunker an.

## Filme
- Atombunker in Bremen-Vegesack auf YouTube, 21. Oktober 2016, abgerufen am 13. Oktober 2019.